# Look at the Fool
Look at the Fool – dziewiąty i ostatni album studyjny amerykańskiego muzyka i wokalisty Tima Buckleya, wydany w 1974 roku nakładem DiscReet Records, wytwórni płytowej Franka Zappy i Herba Cohena.

## Lista utworów
Opracowano na podstawie materiału źródłowego.
LP:
Strona A
| 1. | "Look at the Fool" (Tim Buckley)         | 5:13  |
|    |                                          |       |
| 2. | "Bring It on Up" (Buckley)               | 3:27  |
|    |                                          |       |
| 3. | "Helpless" (Buckley)                     | 3:20  |
|    |                                          |       |
| 4. | "Freeway Blues" (Larry Beckett, Buckley) | 3:12  |
|    |                                          |       |
| 5. | "Tijuana Moon" (Beckett, Buckley)        | 2:41  |
|    |                                          |       |
|    |                                          | 17:53 |
|    |                                          |       |
Strona B
| 6.  | "Ain’t It Peculiar" (Buckley)  | 3:36  |
|     |                                |       |
| 7.  | "Who Could Deny You" (Buckley) | 4:23  |
|     |                                |       |
| 8.  | "Mexicali Voodoo" (Buckley)    | 2:25  |
|     |                                |       |
| 9.  | "Down in the Street" (Buckley) | 3:21  |
|     |                                |       |
| 10. | "Wanda Lu" (Buckley)           | 2:38  |
|     |                                |       |
|     |                                | 16:23 |
|     |                                |       |

## Twórcy
Opracowano na podstawie materiału źródłowego.
Muzycy:
- Tim Buckley – gitara dwunastostrunowa, śpiew
- David Bluefield – klawisze
- Gary Coleman – instrumenty perkusyjne
- Jesse Ehrlich – wiolonczela
- King Errisson – kongi
- Joe Falsia – gitara
- Jim Fielder – gitara basowa
- Venetta Fields - śpiew
- Terry Harrington - róg, saksofon
- Jim Hughart – gitara basowa
- Clydie King – śpiew
- Sherlie Matthews - śpiew
- Mike Melvoin – klawisze
- Richard Nash – róg
- Earl Palmer – perkusja
- William Peterson – róg
- Chuck Rainey – gitara basowa
- John Rotella – róg
- Anthony Terran - róg
- Mark Tiernan – klawisze
- Lee Underwood – gitara, klawisze

Produkcja:
- Joe Falsia – produkcja muzyczna
- Stan Agol – inżynieria dźwięku